# 29 mai 1969
Le jeudi 29 mai 1969 est le 149e jour de l'année 1969.

## Naissances
- Benjamin, joueur de football brésilien
- Monsieur Kwisse, athlète camerounais
- Christine Sterbik, parachutiste française
- Jean Pons, athlète français
- Mia Consalvo, professeure en communication
- Natalia Meneu, joueuse de squash espagnole
- Peter Karlsson, joueur de tennis de table suédois
- Qiu Miaojin (morte le 25 juin 1995), écrivaine taïwanaise
- Raphaël Gaume, entraîneur français de basket-ball
- Wayne Hynes, joueur canado-allemand de hockey sur glace
- Wiltrud Probst, joueuse de tennis allemande

## Événements
- Argentine, Cordobazo : violente insurrection contre la dictature d'Onganía à Córdoba. Toute la ville se joint aux manifestants. Le calme ne revient qu'après une semaine d'affrontement et le régime ne s'en remet pas.
- Sortie de l'album Crosby, Stills & Nash du groupe éponyme
- Création de l'organisation audiovisuelle publique de radios et télévisions néerlandaise : Nederlandse Omroep Stichting